# Regionales Gymnasium Laufental-Thierstein
Das Regionale Gymnasium Laufental-Thierstein besteht seit dem Jahr 1969 in der Schweizer Gemeinde Laufen BL. Es verbindet die progymnasiale mit der gymnasialen Stufe unter einem Dach.

## Aufbau der Schule
Das Regionale Gymnasium Laufental-Thierstein besteht seit dem Jahr 1969. Die von Anfang an durch zwei Kantone getragene Schule (früher Bern und Solothurn, seit dem Kantonswechsel des Laufentals im Jahr 1994 Basel-Landschaft und Solothurn), war zuerst als Untergymnasium konzipiert, wurde aber schon bald zum Vollgymnasium ausgebaut. Damit die zwei Kantone weiterhin eine gemeinsame Schulpolitik gestalten können, war gar eine Änderung des Bildungsgesetzes (Aufhebung von § 110, Sekundarschulen im Laufental und Ergänzung § 28) 2010 nötig. Ansonsten wäre es zu einer Aufhebung des «per 1.1.2002 abgeschlossenen Vertrags zwischen den Kantonen Solothurn und Basel-Landschaft, der eine gemeinsame Führung sowohl des Niveaus P der Sekundarstufe I als auch des Gymnasiums am Regionalen Gymnasium Laufental-Thierstein vorsieht» gekommen. Es kam immer wieder zu Anfragen auf Kantonsebene bezüglich der Schule und der kantonalen Zusammenarbeit. Heute verbindet das Regionale Gymnasium Laufental-Thierstein die progymnasiale mit der gymnasialen Stufe unter einem Dach und mit einer einzigen Schulleitung.
Die Maturitätsabteilung ist eidgenössisch anerkannt; die Zeugnisse berechtigen also zum Studium an allen schweizerischen Hochschulen.
Die Schule wird zurzeit von rund 600 Schülern aus dem basellandschaftlichen Laufental und dem solothurnischen Thierstein besucht.

### Zusammenarbeit mit dem Gymnasium Porrentruy
Mit dem Lycée Cantonal de Porrentruy besteht seit 2011 eine enge Zusammenarbeit. Sofern die Schüler die Schwerpunktfächer Biologie/Chemie oder Wirtschaft/Recht wählen, können sie je zwei Jahre lang jeweils das andere Gymnasium besuchen, worauf die Schüler mit der eidgenössisch anerkannten bilingualen Maturität abschliessen. Unterrichtet wird in kleineren Klassen als üblich (maximal 20 Schüler), und jeder Schüler erhält, für die ganzen vier Jahre, einen anderssprachigen Lernpartner fix zugeteilt. 20 bis 30 Prozent des Unterrichts erfolgt in der jeweiligen Fremdsprache; in Laufen werden Mathematik, Geographie sowie Turnen/Sport auf Französisch unterrichtet.

## Fächer

### Grundlagenfächer
Die Grundlagenfächer im Progymnasium, sowie im Gymnasium sind Deutsch, Französisch, Englisch, Geografie, Geschichte, Wirtschaft und Recht (im vierten Semester des Gymnasiums), Mathematik, Biologie, Chemie, Physik, Bildernisches Gestalten, Musik und Sport.

### Schwerpunktfächer

#### Progymnasium
Im fünften Semester des Progymnasiums muss eines der drei Schwerpunktfächer Anwendungen der Mathematik, Italienisch oder Latein gewählt werden, welche jeweils vier Lektionen pro Woche unterrichtet werden. Das gewählte Schwerpunktfach kann bis zum achten (und letzten) Semester des Progymnasiums nicht gewechselt werden.

#### Gymnasium
Im Gymnasium muss eines von zehn Schwerpunktfächer gewählt werden. Diese sind Anwendungen der Mathematik und Physik, Biologie und Chemie, Griechisch, Italienisch, Latein, Musik, Russisch, Spanisch, Wirtschaft und Recht und Bildnerisches Gestalten, jedoch werden die Fächer Griechisch, Musik und Russisch am Regionalen Gymnasium Laufental-Thierstein nicht angeboten. Schüler, die diese Fächer wählen, werden an die anderen Gymnasien des Kantons Basel-Landschaft weitergeleitet.

## Aufnahmebedingungen (Progymnasium)
Das Progymnasium startet nach der 6. Klasse der Primarschule. Alle Schülerinnen und Schüler, die von ihrer Primarschul-Lehrperson in der 6. Klasse die entsprechende Empfehlung erhalten, werden provisorisch in die erste Klasse des Progymnasiums aufgenommen. Die Probezeit dauert ein Jahr. Eltern von Kindern, die die Empfehlung nicht erhalten, können eine Aufnahmeprüfung verlangen.